# Walsall (stacja kolejowa)
Walsall – stacja kolejowa w Walsall, w hrabstwie West Midlands, w Anglii. Znajdują się tu 2 perony.